# جيمس ديفيد هيو
جيمس ديفيد هيو (بالإنجليزية: James David Vaughan)‏ هو ملحن ومغني وسياسي أمريكي، ولد في 14 ديسمبر 1864 بمقاطعة غيلز في الولايات المتحدة، وتوفي في 9 فبراير 1941. حزبياً، نشط في الحزب الديمقراطي.